# Freeland (Pensilvânia)
Freeland é um distrito localizado no estado norte-americano da Pensilvânia, no Condado de Luzerne.

## Demografia
Segundo o censo norte-americano de 2000, a sua população era de 3643 habitantes.
Em 2006, foi estimada uma população de 3438, um decréscimo de 205 (-5.6%).

## Geografia
De acordo com o United States Census Bureau tem uma área de 1,8 km², dos quais 1,8 km² cobertos por terra e 0,0 km² cobertos por água. Freeland localiza-se a aproximadamente 397 m acima do nível do mar.

## Localidades na vizinhança
O diagrama seguinte representa as localidades num raio de 12 km ao redor de Freeland.